# دینارکوه
دینارکوه منطقه‌ای کوهستانی در جنوب استان ایلام و بین شهرستان‌های آبدانان و دهلران قرار گرفته است.
از مهم‌ترین ذخیره‌گاه‌های جنگل بلوط و بنه در زاگرس است.
این منطقه به عنوان منطقه حفاظت شده معرفی شده است.
دینارکوه، سرچشمه بسیاری از رودخانه‌های کوچک است که در قسمت شمالی به سمت جنوب شرق جریان داشته و همگی به رودخانه آبدانان می‌ریزند.

## نام
دینارکوه (به معنای کوه دینار) سکونتگاه قدیمی ایل دیناروند بوده و نام این منطقه کوهستانی برگرفته از نام ایل دیناروند است، این ایل از ساکنین قدیمی این منطقه و بزرگ‌ترین ایل پشتکوه است.

## تاریخچه حفاظت از منطقه
منطقه دینارکوه طی مصوبه شماره ۲۱۷ شورای عالی محیط زیست (کمیسیون زیر بنائی دولت) مورخ ۱۳۸۰/۷/۲۵ با وسعت ۴۰۵۷۹ هکتار بعنوان منطقه حفاظت شده جنگلی به مناطق تحت مدیریت سازمان حفاظت محیط زیست پیوسته است.

## راه‌های ارتباطی
جاده آسفالته آبدانان – سایت مخابراتی دینارکوه که به قسمت مرکزی منطقه وارد می‌شود.

## روستاهای داخل دینارکوه
منطقه خالی از سکنه است ولی قبل از حفاظت منطقه عشایر در منطقه وجود داشت. که موجب از بین رفتن بعضی از گونه‌های گیاهی و شکستن درختان بلوط شده بود.

## وضعیت طبیعی
منطقه حفاظت شده دینارکوه، منطقه‌ای کوهستانی از سلسله جبال زاگرس بوده که در دامنه ارتفاعی ۸۰۰ تا ۱۹۵۵ متر از سطح دریا قرار دارد. قله دینارکوه در قسمت مرکزی و زمین‌های کشاورزی واقع در جنوب روستای هزارانی به ترتیب مرتفع‌ترین و پست‌ترین نقاط ارتفاعی منطقه را تشکیل می‌دهند. در مجموع این منطقه از ارتفاعات بهم پیوسته و متعددی تشکیل شده و منطقه‌ای است کوهستانی با راه‌های صعب‌العبور که به لحاظ داشتن پوشش جنگلی تا بلندترین منطقه دارای سیمایی کوهستانی با پوشش جنگلی می‌باشد.

## آب و هوا
مقدار بارندگی سالانه منطقه حدود ۲۹۲/۲ میلی‌متر است که حداکثر آن در ماه‌های دی و بهمن نازل می‌شود. بیشترین نزولات در منطقه به صورت باران است. بر اساس آمار موجود، حداکثر بارش ۴۲۶ میلی‌متر، حداقل آن ۱۵۲ میلی‌متر و میانگین آن ۲۹۲/۲ میلی‌متر گزارش شده است. حدود ۵۰ درصد بارندگی‌ها در فصل زمستان اتفاق می‌افتد. دمای متوسط سالانه منطقه ۲۵/۶ درجه سانتی‌گراد است. مرداد ماه با میانگین ۳۹/۱ درجه بالای صفر بالاترین و دی‌ماه با میانگین ۱۲/۶ درجه سانتی‌گراد کمترین دما را دارند. دمای حداکثر مطلق ماهانه ۳۷ و حداقل مطلق ماهانه ۱۴/۶ درجه سانتی‌گراد است.

## مرگ درختان بلوط منطقه دینار کوه
در سال‌های اخیر خشکسالی و به علاوه پدیده ریزگردها موجب ضعیف شدن درختان جنگل‌های دینارکوه شده و در نهایت با همه گیر شدن نوعی انگل، موجب نابودی بخش قابل توجهی از درختان این جنگل شده است. این انگل از پوشش گیاهی بلوط به عنوان میزبان استفاده می‌کند و این در نهایت به مرگ تدریجی درخت می‌انجامد. این جنگل درصورت ادامه این روند تا ۳۰ الی ۴۰ سال آینده نابود خواهند شد.